# Disputatio Pippini cum Albino
Disputatio Pippini cum Albino è un'pera composta da Alcuino durante il suo soggiorno in Northumbria, tra il 790 e il 793. Anche se nella parte finale di essa viene rivelato che in realtà si tratti di una lettera da lui stesso indirizzata all'allievo, è presentata in forma di dialogo tra Alcuino e Pipino in 108 brevi domande e risposte (le prime domande poste da Pipino, le successive da Alcuino), sulla base di modelli antichi.
Si ritrovano spesso estratti del trattato in compilazioni scolastiche, elemento che ne testimonia l'uso a scopo didattico.

## Identificazione dei personaggi
Il nome degli interlocutori si apprende solo da alcuni dei titoli che precedono il dialogo nella tradizione manoscritta (nel corpo del testo non c'è nessun riferimento alla loro identità) ed è infatti stata molto dibattuta l'identità di Pipino, risultando necessario capire a quale dei due figli di Carlo Alcuino si stesse rivolgendo: probabilmente si tratta di Pipino d'Italia e non del fratellastro Pipino il Gobbo.

## Fonti
Le fonti del trattato sono molteplici:
- Altercatio Hadriani et Epicteti (III sec.) Oltre ai diversi richiami tratti da questa, c'è anche una più generale volontà da parte di Alcuino di presentare l'associazione tra Pipino visto nel ruolo di Adriano e lui stesso invece nel ruolo di Epitteto (è anche un modo per assegnare identità classiche elevate a lui stesso e ai membri della corte)[7]
- Una versione latina della Vita et Sententiae Secundi philosophi
- Symphosius Quattro tra gli indovinelli presentati nell'opera sembrano avere stretti paralleli in quest'opera, da cui probabilmente sono stati tratti[8]
- Adelmo, Ioca monachorum (diffuso nell'VIII sec., St-Gall 196, pseudo-Symphosius) Sette indovinelli invece hanno corrispondenze con quest'opera (oltre che con i Collectanea di uno pseudo Beda)[9]

## Uso del dialogo
La forma di dialogo, con la predilezione di Alcuino per lo scambio di domande e risposte a scopo didascalico, trova paralleli nel De rhetorica, nel De dialectica e nella Disputatio de vera philosophia, oltre che nell'Ars grammatica. Nei primi due l'interlocutore di Alcuino è Carlo Magno stesso, che viene quindi rappresentato come saggio, nobilitato dal suo desiderio di sapere e coinvolto nella fissazione e divulgazione delle conoscenze acquisibili (in pieno accordo con il periodo d'ideologia di rinascita carolingia). In questo caso l'interlocutore è Pipino, unico altro esponente della casa reale franca a cui Alcuino assegnò questo compito (forse perché unici che furono effettivamente suoi allievi), e che riesce anche a superare le prerogative del padre assumendo un doppio ruolo: non si limita solo a porre quesiti, ma con un'inversione dei ruoli, nella seconda parte dell'opera è lui stesso a risolvere gli indovinelli proposti da Alcuino (importante per la costruzione che il maestro voleva trasmettere di lui).

## Struttura e contenuti
La prima parte del dialogo (fino al segmento 90) consiste in domande poste da Pipino che si articolano in sette blocchi tematici:
- Primo blocco (1-3): grammatica
- Secondo blocco (6-18): condizione umana
- Terzo blocco (19-46): parti anatomiche del corpo umano
- Quarto blocco (47-63): cielo, corpi celesti, gli elementi naturali acqua e fuoco e alcuni fenomeni atmosferici ad essa legati
- Quinto blocco (64-73): nozioni astronomiche riguardanti la suddivisione dell'anno solare e le costellazioni dello zodiaco
- Sesto blocco (77-79): terra, erbe medicinali e aromatiche
- Settimo blocco (80-87): cerniera per la seconda parte, presente per la prima volta la forma dell'indovinello (di cui Alcuino riporta anche la soluzione perché Pipino non risulta in grado di risolverlo)

Il passaggio da un blocco all'altro avviene per associazione di idee o per concatenazione terminologica (cioè quando un elemento della risposta precedente va a diventare oggetto della domanda successiva), così come può avvenire per il susseguirsi delle domande anche all'interno del blocco stesso. Tali tecniche connettive sono usate da Alcuino con scopo mimetico: l'obiettivo è esprimere la curiositas di Pipino, provando a riprodurre il modo di chiedere tipico di una persona desiderosa di imparare.
È anche importante notare le risposte di Alcuino non siano mai semplici descrizioni, ma abbiano un linguaggio figurato e fortemente polisemico, che stimola ulteriori riflessioni nell'interlocutore.
Tra il quinto e il sesto blocco è presente un intermezzo in cui si rompe la finzione scenica e l'autore lascia trasparire la condizione reale in cui si trovava durante la scrittura (i due interlocutori devono essere lontani dato che Pipino si augura il maestro possa tornare da lui su una nave), oltre che dar prova del rapporto amichevole e cordiale che lo legava al Pipino reale (che sente nostalgia del maestro assente).
La seconda parte della Disputatio (90-104), con inversione dei ruoli rispetto alla parte precedente, è composta da un gruppo di quattordici indovinelli che Pipino è chiamato a risolvere (a differenza dei modelli precedenti solo raramente viene enunciata la soluzione, nonostante emerga come Pipino dimostri di trovarla). Segue un'ultima breve sezione (105-110) in cui Alcuino chiede a Pipino cosa sia un soldato e la risposta serve ad evidenziare la sua funzione di difensore del regno.
In conclusione si può constatare come l'opera per il modo in cui è strutturata non abbia il solo scopo di inviare all'allievo una serie di nozioni da studiare né si esaurisca nell'encomio, ma sia fortemente presente anche l'intenzione di continuare a sostenerlo sulla via della conoscenza anche in futuro (il compito di sciogliere gli indovinelli, di fatto lasciati irrisolti, rimane al destinatario della lettera cioè il Pipino storico, così come sembra essere rivolto a lui l'aiuto che, nel passaggio dalla prima alla seconda parte, Alcuino gli promette in caso di errore, ma di cui nel colloquio fittizio non viene fatto uso).